# Moritz Schröter (Maschinenbauingenieur, 1851)
Moritz Schröter (* 25. Februar 1851 in Karlsruhe; † 12. März 1925 in München) war ein deutscher Maschinenbauingenieur und Hochschullehrer.

## Leben
Moritz Schröter war der Sohn des Maschinenbauers Moritz Schröter (1813–1867), Professor in Stuttgart und Zürich. Der Vater starb, als Schröter 16 Jahre alt war. Gustav Zeuner wurde sein Vormund. Er studierte nach dem Gymnasialbesuch in Zürich. Nach Beendigung des Studiums war Schröter von 1873 bis 1876 bei der Siglschen Maschinenfabrik in Wiener Neustadt praktisch tätig. Im Anschluss kehrte er als Assistent von Georg Veith an das Polytechnikum Zürich zurück. 1879 wurde er auf Empfehlung Zeuners außerordentlicher Professor für Theoretische Maschinenlehre an der TU München. Dort übernahm er das von seinem Vorgänger Carl von Linde aufgebaute Versuchslabor und baute es weiter aus. Ab 1897 wurden dort systematisch Versuche zum Dieselmotor angestellt. 1882 war Schröter bei der ersten Elektrizitätsausstellung im Münchner Glaspalast Mitglied der Prüfungskommission. 1886 wurde er ordentlicher Professor in München. Berufungen an andere Hochschulen, um die Nachfolge Franz Grashofs oder Gustav Zeuners anzutreten, lehnte er ab. Von 1908 bis 1911 war er Rektor der TU München. 1924 wurde er emeritiert, sein Nachfolger war Wilhelm Nußelt. Schröter ist mit Ludwig Prandtl Verfasser des Artikels Technische Thermodynamik in der Enzyklopädie der mathematischen Wissenschaften. Er war Vertreter Deutschlands auf dem Internationalen Kältekongress in Paris.
Moritz Schröter war Mitglied des Vereins Deutscher Ingenieure (VDI) und des Bayerischen Bezirksvereins des VDI. Dem Bayerischen Bezirksverein des VDI saß er in den Jahren 1891 und 1903 vor. 1904 überbrachte er im Auftrag des VDI Charles Parsons die Grashof-Denkmünze. Dem Polytechnischen Verein München gehörte er ebenfalls als Mitglied an.
Moritz Schröter war in erster Ehe mit Auguste, geborene Scheibler, verheiratet, mit der er einen Sohn hatte. Nach deren Tod 1884 heiratete er in zweiter Ehe Emilie, geborene Wolff, die 1902 verstarb.

## Auszeichnungen
- 1903: Dr. phil. h. c. der Universität Zürich
- 1909: Geheimer Hofrat
- 1916: Geheimrat
- 1918: Dr.-Ing. E. h. der Technischen Hochschule Berlin-Charlottenburg
- 1920: Grashof-Denkmünze des VDI
- 1921: Ehrenmitgliedschaft des Bayerischen Bezirksvereins des VDI
- Ehrenmitgliedschaft des Polytechnischen Vereins München
- Initiierung einer Schröter-Stiftung durch seine Studenten zur Unterstützung bedürftiger Studierender